# Gunung Kembang (Manna)
Gunung Kembang is een bestuurslaag in het regentschap Bengkulu Selatan van de provincie Bengkulu, Indonesië. Gunung Kembang telt 702 inwoners (volkstelling 2010).